# Felben (Kempten)
Felben ist eine Einöde und  Ortsteil der bayerischen Stadt Kempten (Allgäu). Die Ortsbezeichnung geht zurück auf das mittelhochdeutsche Wort felwe, das Weide bedeutet.

## Geschichte
Im Jahr 1294 wurde „Velwun“ im Zusammenhang mit dem Erwerb des Gutes durch einen Kemptener Bürger erwähnt, davor gehörte der Hof dem Stift Kempten. 1451 war ein Gut namens Felbun im Besitz der Brüder Ört. 1525 brannte das Gut im Bauernkrieg nieder. Ein Jahr darauf unterzeichnete Görig Strasser zu Felbo den Memminger Vertrag. 1593 waren Leute aus Felben zur Reichstürkenhilfe verpflichtet.
Im Jahr 1819, ein Jahr nachdem Felben mit anderen Ortschaften zur Ruralgemeinde Sankt Mang verbunden worden war, zählte man drei Anwesen mit zwölf Bewohnern, die zur Hauptmannschaft Leubas gehörten. Im Jahr 1900 stieg die Zahl um sechs. Bei der Volkszählung des Jahres 1954 lebten in der Einöde 15 Bewohner. 1972 kam die Einöde mit der Eingemeindung von Sankt Mang wieder zu Kempten.